# Großsteingrab Wittenwater
Das Großsteingrab Wittenwater war eine megalithische Grabanlage der jungsteinzeitlichen Trichterbecherkultur bei Wittenwater, einem Ortsteil von Schwienau im Landkreis Uelzen (Niedersachsen). Es wurde im 19. Jahrhundert zerstört. Das Grab befand sich südlich des Ortes, etwas weiter westlich lag das Großsteingrab Stadorf. Das Grab wurde in den 1840er Jahren durch Georg Otto Carl von Estorff dokumentiert, aber nicht näher beschrieben. Über Ausrichtung, Maße und Grabtyp liegen keine Informationen vor. Aus der Kartensignatur geht lediglich hervor, dass es ein rechteckiges Hünenbett besessen hatte.